# El pequeño vampiro (película)
El pequeño vampiro (título original en inglés: The Little Vampire) es una película del género comedia-terror que se estrenó en Estados Unidos en el año 2000, basada en la novela de Angela Sommer Bodenburg del mismo nombre, publicada en 1979.
La película fue adaptada y dirigida por Uli Edel y cuenta con las actuaciones de Jonathan Lipnicki, Rollo Weeks, Richard E. Grant, Jim Carter, Alice Krige, Pamela Gidley, Tommy Hinkley, Anna Popplewell, Dean Cook, y John Wood. Es una adaptación muy libre de la saga  El pequeño vampiro, trata de la amistad entre el niño Tony Thompson y el pequeño vampiro Rudolph Sackville-Bagg

## Sinopsis
Tony Thompson (Jonathan Lipnicki) es hijo único, cuya familia se ha mudado de California a Escocia. En el nuevo país, no tiene amigos, y es golpeado por bullies en la escuela, que resultan ser los nietos del jefe de su padre. Parece que está destinado a sufrir su primer año en la nueva escuela. Sin embargo, él comienza a tener pesadillas recurrentes sobre vampiros.
La vida empieza a ser muy interesante para Tony cuando conoce a un joven vampiro llamado Rudolph (Rollo Weeks), que pronto se convierte en su mejor amigo. Rudolph tiene una hermana, Anna (Anna Popplewell), que se enamora de él, y un hermano, Gregory (Dean Cook). Su familia ha estado buscando una piedra mística que a su vez los hace humanos, pero un cazador de vampiros del mal llamado Rookery (Jim Carter) quiere la piedra para enviar a todos los vampiros hasta el inframundo. Una batalla sobreviene en un acantilado con Tony, sus padres, la familia de Rudolph y otros vampiros contra Rookery. Todos los vampiros vuelven a ser humanos gracias a la ayuda de Tony.

## Reparto
- Jonathan Lipnicki como Tony Thompson
- Rollo Weeks como Rudolph Sackville-Bagg
- Anna Popplewell como Anna Sackville-Bagg
- Richard E. Grant como Frederick Sackville-Bagg
- Alice Krige como Freda Sackville-Bagg
- Dean Cook como Gregory Sackville-Bagg
- Pamela Gidley como Dottie Thompson
- Tommy Hinkley como Bob Thompson
- Jim Carter como Rookery
- Iain De Caestecker como Nigel McAshton
- John Wood como Señor McAshton
- Jake D'Arcy como Granjero McClaughlin

## Soundtrack
1. "Iko Iko" — Aaron Carter
2. "Gimme! Gimme! Gimme! (A Man After Midnight)" — A*Teens (Cover from the original ABBA song)
3. "Let's Get Funky Tonight" — Dream Street
4. "Best Friends" — Angela Via
5. "You Can Get It" — Baha Men
6. "Let Your Soul Shine" — Bosson
7. "Shalala Lala" — The Vengaboys
8. "Here I Am" — No Authority
9. "Flee Fly Flo" — Fe-m@il
10. "Reason I Live" — Ace
11. "Cool In The Wind" — Michael Reiss
12. "Requiem (The Fifth)" — Trans-Siberian Orchestra